# Bobby Solo
Bobby Solo (Rim, 18. ožujka 1945.) bilo je umjetničko ime talijanskog pjevača Roberta Sattija, popularnog 1960-ih godina. Trajno će ostati zapamćen po pjesmi Una lacrima sul viso, koju je izveo 1964. na Sanremskom festivalu. Bobbyja Sola su zvali "talijanski Presley".

## Životopis
Bobby Solo bio je, poput mnogih mladića tog vremena, veliki obožavatelj Elvisa Presleyja, zato je učio svirati gitaru, skladati i pjevati. U svemu je oponašao Elvisa, u frizuri, načinu pjevanja, pa je tako dobio svoj nadimak. Uočili su ga menadžeri iz talijanske diskografske tvrtke - Dischi Ricordi i objavili mu prvu singl ploču "Ora che sei già una donna" / "Valeria" (1963.) Nakon toga nastupio je 1964. na Festivalu Sanremo s pjesmom "Una lacrima sul viso" i napravio skandal zato što je pjevanje odglumio (pjevao je na playback), što je tada bilo zabranjeno. Zbog toga je diskvalificiran, ali to nije nimalo omelo uspjeh kod publike - pjesma je postala veliki hit, ne samo u Italiji već u cijelom svijetu, pa i u ondašnjoj Jugoslaviji. To je bila jedna vrlo pjevna balada, koju je on sa svojim baritonom solidno otpjevao. Pjesma je imala za ono vrijeme i neobično moderan aranžman, naglašeni ritam (bas-gitare) i efektnu solo dionicu gitare (s izobličenjem zvuka uz pomoć tada vrlo aktualnog fercerera). Bobby Solo je od tada postao zvijezda.
Već sljedeće godine 1965., pobijedio je na Sanremu, otpjevavši pjesmu "Se piangi se ridi", s kojom je nastupio i na Eurosongu i osvojio 5 mjesto. Na Sanremu je pobijedio još jedanput, 1969. godine s pjesmom "Zingara", koja je također postala veliki hit (u duetu s Ivom Zanicchi. To je ujedno bio i zenit njegove karijere. Sedamdesetih je njegova zvijezda počela tamnjeti, nastupao je i snimao i dalje, ali bez većih uspjeha.
Njegov posljednji nastup na Sanremskom festivalu bio je 2003. godine, kada je, u duetu s pjevačem Little Tonyjem, otpjevao pjesmu "Non si cresce mai".
2008. godine snimio je s Brunom Krajcarom pjesmu "Va Labine by night" u kojoj je pjevao na čakavskom.

## Festivalski nastupi
Bobby Solo je nastupio 12 puta na Festivalu Sanremo, sa sljedećim skladbama:
- 1964. – "Una lacrima sul viso" - s američkim pjevačem Frankieom Lainoem,
- 1965. – "Se piangi se ridi" - sa sastavom New Christy Minstrels,
- 1966. – "Questa volta"- s britanskim sastavom The Yardbirds,
- 1967. – "Canta ragazzina" - s američkom pjevačicom Connie Francis,
- 1969. – "Zingara" - s pjevačicom Ivom Zanicchi
- 1970. – "Romantico blues" - s pjevačicom Gigliolom Cinquetti
- 1972. – "Rimpianto"
- 1980. – "Gelosia"
- 1981. – "Non posso perderti"
- 1982. – "Tu stai"
- 1984. – "Ancora ti vorrei"
- 2003. – "Non si cresce mai" - s Little Tonyjem

## Vanjske poveznice
- Službene stranice pjevača (tal.) (engl.)

#### Video isječci na portalu YouTube
- Bobby Solo: Una lacrima sul viso, Sanremo 1964.
- Bobby Solo: Se piangi se ridi, Sanremo 1965.
- Bobby Solo: Zingara, Sanremo 1969.